# Monster (canción de Lady Gaga)
«Monster» —en español: «Monstruo»— es una canción interpretada por la cantante estadounidense Lady Gaga. Fue coescrita por ella, Space Cowboy y producida por Gaga y RedOne, e incluida en el tercer EP de la cantante, The Fame Monster, de 2009. Fue compuesta a manera de canción dance pop, en la cual Gaga describe sus miedos hacia el sexo y a las relaciones amorosas; lo anterior lo comentó en referencia a los orígenes de la canción en sí.
La canción obtuvo, en general, reseñas positivas por parte de los críticos de música contemporánea, que la consideraron «un sencillo en potencia», «otra pista excepcional tanto lírica como vocalmente» y «una veneración a los años 1980», a pesar de que varios de ellos criticaron la letra de la misma. A pesar de no ser lanzada como sencillo, la canción logró entrar en distintas listas de popularidad, de las cuales destacan las australianas, estadounidenses, húngaras, neozelandesas e inglesas.
Gaga ha interpretado mundialmente la canción durante su gira The Monster Ball Tour, y en la coreografía que la acompaña, la cantante homenajea a Michael Jackson. Durante la versión original del concierto —la cual comenzó cuando la cantante comenzó con la gira a finales de 2009— la cantante aparecía vestida con un traje lleno de plumas negras y unos anteojos negros, mientras que durante la versión renovada de la interpretación en vivo,  —esta versión del concierto es la que se realizó a mediados de 2010, la cual, continuó hasta su último concierto que se realizó a principios de mayo de 2011— Gaga escenifica a una mujer que es asesinada. Esto causó controversia en Inglaterra, pues poco antes de que la cantante se presentara en aquel país, se reportaron varios homicidios. De igual manera, la cantante interpretó «Monster» en el programa de televisión The Oprah Winfrey Show en 2010. Por otro lado, el 16 de marzo de 2010, la canción fue lanzada como parte del paquete del videojuego Rock Band 2 junto con «Just Dance», «Poker Face» y «Bad Romance».

## Antecedentes

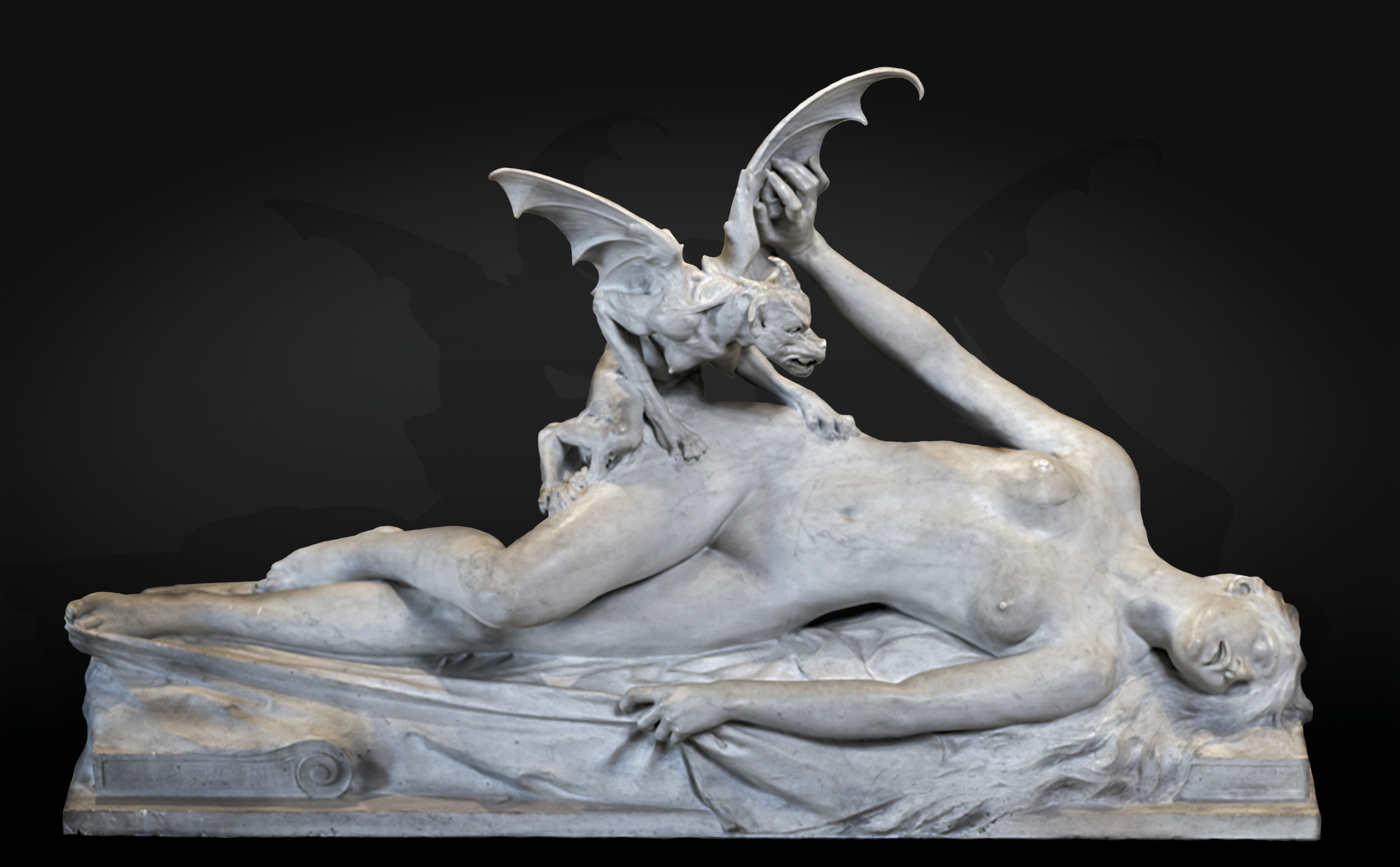
Para la creación de «Monster», Gaga se basó en sus miedos personales, los cuales consistían en que sus parejas amorosas siempre la lastimaban emocionalmente. Asimismo, la canción contiene múltiples elementos sobre zombis y monstruos, los cuales son una metáfora respecto a lo anterior. En la imagen, la escultura Le cauchemar, Marbre Blanc, del artista Eugène Thivier.

La canción fue compuesta por Gaga, Space Cowboy y RedOne, quien también se encargó de producirla. Durante una entrevista concedida a MTV News, Gaga mencionó que la canción describe sus miedos hacia el sexo y a las relaciones amorosas; asimismo, también comentó que la letra de «Monster» tiene un significado literal sobre «un chico con una polla enorme». La cantante recalcó: «[La canción] representa el miedo que le tengo al apego [que puedo tener] con las personas y el miedo a amar algo que [sabes que] es perjudicial para ti... Si escuchas la letra, [te darás cuenta de que] trata de cómo es que te enamoras siempre de la persona equivocada, y aun así, vuelves con ella a por más». Gaga añadió que el miedo que se presenta en «Monster», surgió de la necesidad que la cantante tenía para mantener una relación amorosa estable. «Yo estaba enamorada de aquél “monstruo”... Pero lo que realmente necesitaba era seguridad, confianza, fuerza de mujer y responsabilidad sobre mi feminidad. Y eso es sobre lo que trata la canción».

## Composición
«Monster» comienza cuando la voz de Gaga empieza a pronunciar la frase: «Don't call me Gaga». La canción contiene «tartamudeantes» ritmos realizados con sintetizadores, pues se repiten constantemente, así como sonidos de batería típicos de la década de 1980; éste aspecto hizo que el editor de PopMatters, Evan Sawdey, comentara que «crea un entorno juguetón». De igual manera, la canción utiliza líneas de bajo graves, ritmos descendentes de teclado así como coros «enormes» mientras que una voz masculina similar a la de Timbaland recita la frase «hot as hell», en referencia a Gaga. De acuerdo con una partitura publicada en el sitio web Musicnotes.com por parte de Sony/ATV Music Publishing, «Monster» se encuentra en un compás de 4/4 y está compuesta en do mayor. Asimismo, posee un ritmo de estilo dance pop, el cual tiene un metrónomo de 168 pulsaciones por minuto, los cuales se mezclan y acompañan con un rango vocal de Gaga que se extiende desde la nota baja mi3 hasta la nota alta si4. De acuerdo a su progresión de acordes, «Monster» posee una secuencia basada en las notas fa-sol-la menor-mi menor.
Líricamente, la canción contiene metáforas sobre zombis y monstruos, pues se habla de que tanto el corazón como el cerebro de uno es comido por estos seres. Igualmente, la canción contiene referencias a «Just Dance», el sencillo con el que debutó Gaga, ya que se menciona en una estrofa la línea «I wanna “just dance”/ But he took me instead». Micheal Hubbard de MusicOMH, comentó que las líneas del último estribillo, específicamente las que rezan «He tore my clothes right off/ He ate my heart and then he ate my brain», «[pueden llegar a] ser un poco grotescas» debido al sentido que se le da en la canción.

## Recepción

### Comentarios de la crítica
La canción recibió reseñas de carácter positivo por parte de los críticos. Michael Hubbard de MusicOMH nombró a «Monster» como «un sencillo potencial», pues elogió su composición musical, pero criticó su letra. Evan Sawdey de PopMatters también se mostró inconforme respecto a las metáforas que contiene la letra de la canción; sin embargo, en última instancia, comentó que «Monster» fue «un cóctel sorprendentemente efectivo del género pop», y añadió que «Dance in the Dark» fue también un «trabajo retro deliciosamente sucio». Lo anterior lo hizo con el fin de comparar el ritmo de ambas canciones así como su contenido lírico. Ben Patashnik de NME sintió que «[la canción] también fue un tanto desechable». Además, Scott Plagenhoef de Pitchfork Media observó ciertas similitudes entre la voz de Gaga y el trabajo de Kylie Minogue a lo largo de toda la canción. Al realizar un conteo de las diez mejores canciones de Gaga, Mark Phillips de Artist Direct comentó que «"Monster" nunca fue un sencillo de The Fame Monster, pero con su letra irónica y su estribillo pegadizo podría haberlo sido. A lo largo de la canción Gaga tejé la metáfora de que su interés amoroso es un monstruo». Además de ello, añadió que «hay que agregarlo a tu lista de reproducción de Halloween».
Brian Linder de IGN comentó que la canción es un poco más ligera en comparación con las demás canciones de The Fame Monster, a pesar de que elogió el verso de «We French kissed on a subway train / He tore my clothes right off / He ate my heart and then he ate my brain», pues la calificó como «una joya lírica». También añadió que «Monster» fue como un «[gran] alboroto dentro de la pista de baile». Bill Lamb de About.com disfrutó de la canción, pues la incluyó entre las cuatro mejores del disco, y comentó que «[en] “Monster”, la línea de “He ate my heart”, captura la esencia pura del dance pop, pues es como si fuera un sonido electrónico celestial». También se refirió a la canción como «otra pista excepcional» y declaró que es «francamente una destacable canción tanto lírica como vocalmente». Jaime Gill de Yahoo! dio igualmente su reseña, y en ella explicó que «“Monster” es una pequeña bestia escurridiza que se enrolla e incrusta en tu cerebro hasta tal punto que resulta difícil de sacarla». Mónica Herrera de la revista Billboard calificó a «Monster» como una «veneración a los años 1980» debido a que la canción contiene ritmos de dicha época.

### Desempeño comercial
A pesar de no ser lanzada como sencillo, la canción entró en las listas de distintos países. En los Estados Unidos, durante la semana del 6 de septiembre de 2010, logró entrar en la lista Dance/Club Play Songs en el puesto cuarenta y nueve. Después de varias semanas, en la edición del 9 de octubre de 2010, llegó al puesto n.º 29, siendo su mejor posición en la lista. Por otro lado, la canción también logró entrar, en la posición n.º 32, en la lista Latin Pop Airplay, y a la semana siguiente logró marcar su mejor posición en dicha lista, pues alcanzó el puesto n.º 22. En total, «Monster» permaneció dieciséis semanas en dicha lista. El 12 de diciembre de 2009, «Monster» debutó en Reino Unido en la posición n.º 68, saliendo de la lista a la siguiente semana. En Hungría, la canción debutó, en la semana del 23 de noviembre de 2009, en el n.º 6 y se mantuvo una sola semana, mientras que el 16 de agosto de 2010, debutó en el puesto treinta en Nueva Zelanda, subiendo un puesto en su segunda semana, quedando en el n.º 29. A pesar de lo anterior, la canción logró vender, de acuerdo con Nielsen SoundScan, más de 207.000 copias legales en los Estados Unidos.

## Interpretaciones en directo

Gaga cantando «Monster» en el The Monster Ball Tour. Durante la versión original de los conciertos, vestía con un traje lleno de plumas oscuras, además de llevar unas gafas del mismo color, tal y como en la imagen.

El 15 de enero de 2010, la cantante interpretó un popurrí de «Monster», «Bad Romance» y «Speechless» en el programa estadounidense The Oprah Winfrey Show. Para la actuación, la cantante comenzó cantando «Monster» vestida con un traje negro cubierto de tachas y con una bola cubierta de pinchos; asimismo, la cantante tenía un peinado estilo punk, el cual consistía en varios picos. Al ser un popurrí, Gaga solo cantó hasta el primer coro de la canción. Le siguió el segundo coro de «Bad Romance» y finalmente la cantante se sentó en un piano para interpretar «Speechless».
Lady Gaga ha cantado «Monster» principalmente en su gira The Monster Ball Tour. A manera de preludio, antes de que la canción comenzara durante los conciertos, en una pantalla gigante es reproducido un vídeo en el que se presentan varios perros gruñendo y a unos cuantos cuervos anidando. En la versión original de dicha presentación, —es decir, cuando Gaga comenzó con la gira musical a finales de 2009— la cantante aparecía vestida con un traje lleno de plumas negras y unos anteojos negros; además, las coreografías del acto emulaban los pasos de baile de Michael Jackson. Asimismo, el telón del escenario era un bosque rojo con árboles negros y pájaros volando. En la versión renovada de los conciertos, la cantante incluyó la canción en el acto titulado «Forest» en tanto que en la versión renovada, la canción es interpretada en el acto denominado «Central Park» —debido principalmente a que el concierto en sí se desarrolla a lo largo de varios episodios denominados «actos»—. En las versiones del concierto que fueron presentadas a lo largo de 2010, la interpretación de «Monster» fue modificada ligeramente para poder incluir un final, en el que Gaga escenifica a una mujer que es asesinada por un homicida, después de lo cual, cae «muerta» sobre un charco de sangre. Por ello, la actuación que se realizó en Mánchester, Inglaterra provocó varias protestas por parte de diversos grupos familiares y de diversos fanáticos a raíz de una tragedia local, en la que un taxista había asesinado a doce personas. Ante ello, Lynn Costello de la asociación Mothers Against Violence, comentó en relación con lo anterior que «lo que ocurrió en Bradford, es algo nuevo para la mente de muchas personas, y teniendo en cuenta toda la violencia que se ha vivido en Cumbria unas horas antes de esos incidentes, [el concierto en sí] fue muy insensible [pues Gaga no tomó en cuenta estos acontecimientos]». Sin embargo, Chris Rock defendió el comportamiento extravagante y provocador de Gaga. «Bueno, después de todo es Lady Gaga», comentó el actor; además, completó su declaración al añadir que «ella no es “Lady Pórtate Bien”. ¿Quieres un buen comportamiento de alguien que se llama así misma Gaga? ¿Eso es realmente lo que estaban esperando?».
Tras once años sin interpretar la canción, Gaga la incluyó como parte del repertorio de su gira The Chromatica Ball en 2022.

## Posicionamiento en listas

### Semanales
| Australia      | Australian Singles Chart              | 80 |
| Canadá         | Canadian Digital Songs                | 73 |
| Estados Unidos | US Bubbling Under Hot 100 Singles     | 12 |
| Estados Unidos | US Billboard Dance/Club Play Songs    | 29 |
| Estados Unidos | US Hot Dance/Electronic Digital Songs | 20 |
| Estados Unidos | US Billboard Latin Pop Airplay        | 22 |
| Hungría        | Hungarian Singles Chart               | 6  |
| Nueva Zelanda  | New Zealand Singles Chart             | 29 |
| Reino Unido    | UK Singles Chart                      | 68 |

### Certificaciones
| País           | Organismo certificador | Certificación | Ventas certificadas | Ref.   |
| -------------- | ---------------------- | ------------- | ------------------- | ------ |
| Estados Unidos | RIAA                   | Oro           | 500 000             | [ 49 ] |

## Créditos
- Lady Gaga - vocalista y coros, coproducción y arreglos vocales
- RedOne - producción, instrumentos, programación, edición de voz, ingeniero de sonido, coros
- Robert Orton - mezcla
- Dave Russel - ingeniería
- Johnny Severin - ingeniería

Fuentes: Allmusic y Discogs.